# Jarosław (Landgemeinde)
Die Gmina wiejska Jarosław ist eine Landgemeinde im Powiat Jarosławski der Woiwodschaft Karpatenvorland in Polen. Sitz der Gemeinde ist die Stadt Jarosław, die jedoch der Gmina nicht angehört. Die Gmina hat eine Fläche von 114 km² und 13.228 Einwohner (Stand 31. Dezember 2020).

## Verwaltungsgeschichte
Von 1975 bis 1998 gehörte die Landgemeinde zur Woiwodschaft Przemyśl.

## Gliederung
Zur Landgemeinde Jarosław gehören folgende 13 Ortschaften mit einem Schulzenamt (sołectwo):
Koniaczów
Kostków
Leżachów-Osada
Makowisko
Morawsko
Munina
Pełkinie
Sobiecin
Surochów
Tuczempy
Wola Buchowska
Wólka Pełkińska
Zgoda
Eine weitere Ortschaft der Landgemeinde ist Makowiska.

## Baudenkmale
- Griechisch-katholische Kirche in Surochów (1914)
- Schloss und Stallungen in Pełkinie.

Bilder der Baudenkmale

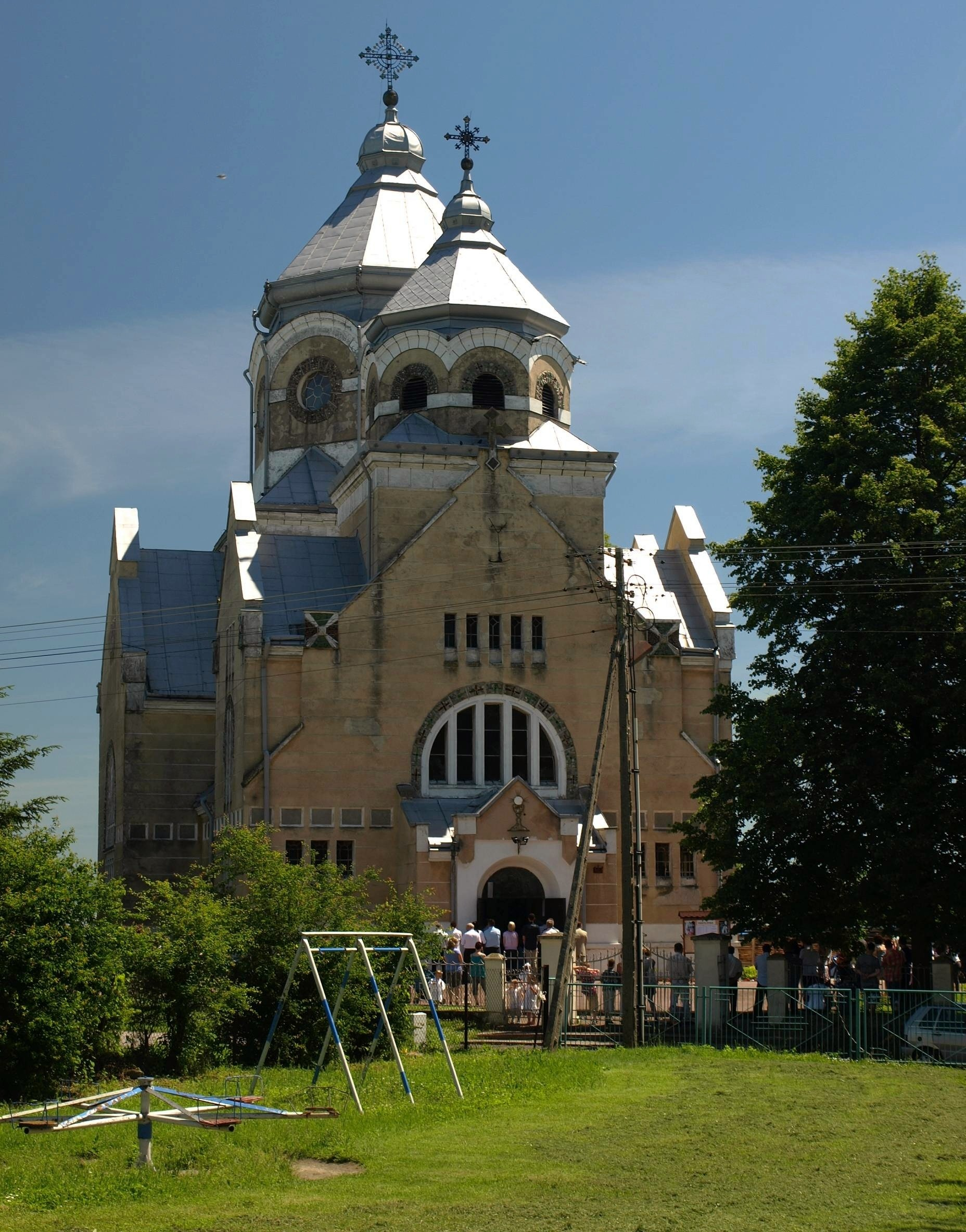
Kirche in Surochów
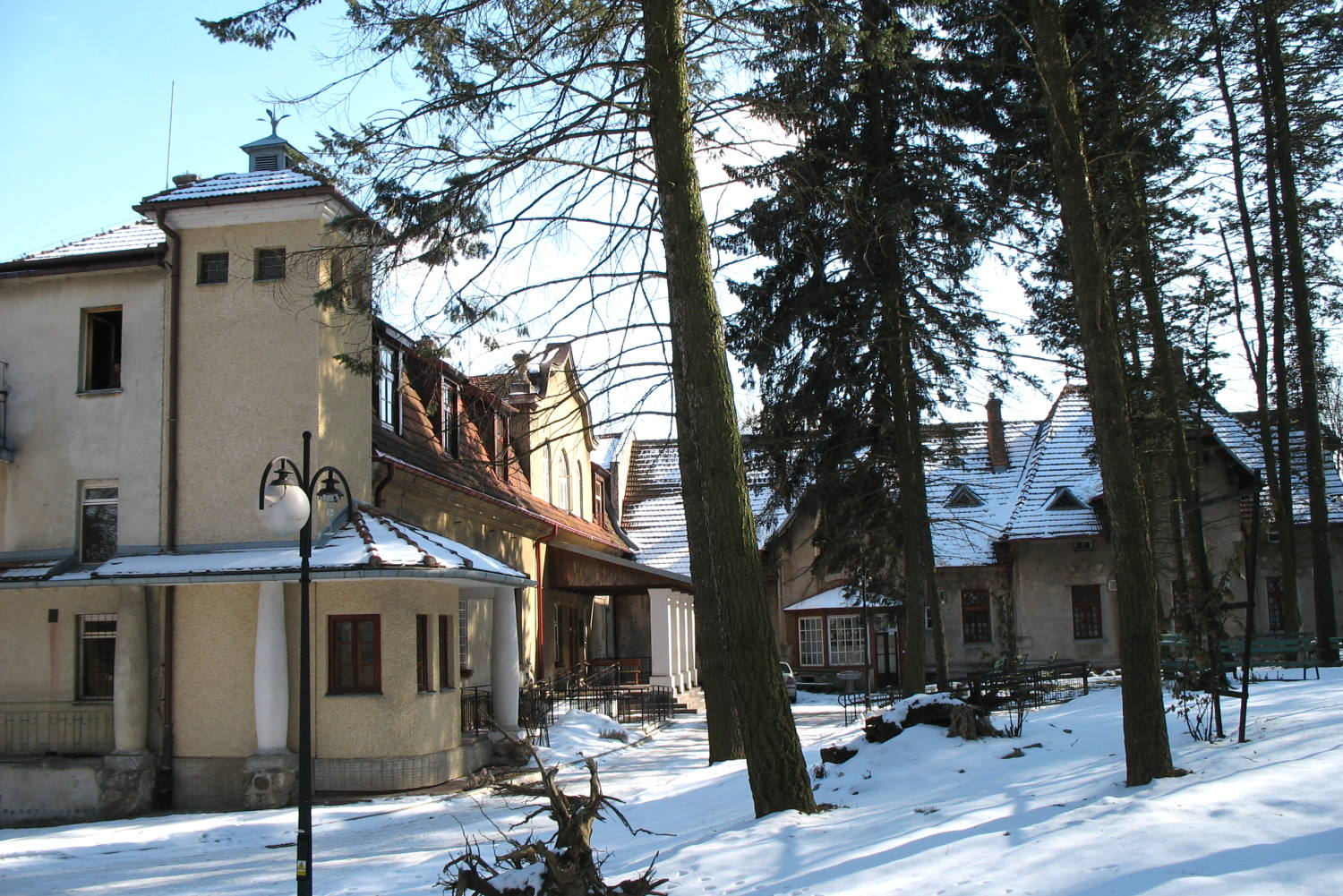
Schloss in Pełkinie